# Sarcostoma
Sarcostoma é um género botânico pertencente à família das orquídeas (Orchidaceae).